# Boljare (Sjenica)
Boljare (Servisch cyrillisch Бољаре) is een plaats in de Servische gemeente Sjenica. De plaats telt 33 inwoners (2002).